# Chauvac-Laux-Montaux
 Chauvac-Laux-Montaux  là một xã thuộc tỉnh Drôme trong vùng Auvergne-Rhône-Alpes đông nam nước Pháp. Xã Chauvac-Laux-Montaux nằm ở khu vực có độ cao từ 632-1446 mét trên mực nước biển.